# Maat
En la mitologia egípcia, Maat (o Maāt) era la deessa de la veritat i de la justícia. En l'inframon, Maat proveïa la Ploma de la veritat, la ploma d'estruç amb què les ànimes (ka) del difunt es comparaven al Rebedor de les Dues Veritats a Duat, durant la psicostàsia. El cor d'una ànima que pesés menys que la ploma (atès que les bones accions tenen pes) era devorada per Ammut i Babi. Un bon cor, és a dir, una que pesés més que la ploma, continuava el judici fins a Osiris acompanyada d'Horus. Maat era la deessa de la justícia, la veritat i l'ordre, tant còsmic com politicosocial. Es tractava d'una deessa fonamental en la tasca de govern dels faraons com a suprema guardiana de l'ordre universal. Protectora dels jutges, que eren seguidors seus, era considerada també aliment dels déus: en el ritual diari, el sacerdot feia ofrena d'una figura seva al déu, per tal d'alimentar-lo. Maat, per extensió, era la qualitat moral per excel·lència, una virtut, un principi rector que havia de ser la base de la conducta dels egipcis, especialment del faraó, com a exemple per al seu poble.

## Maat com a principi

### Maat i l'harmonia universal

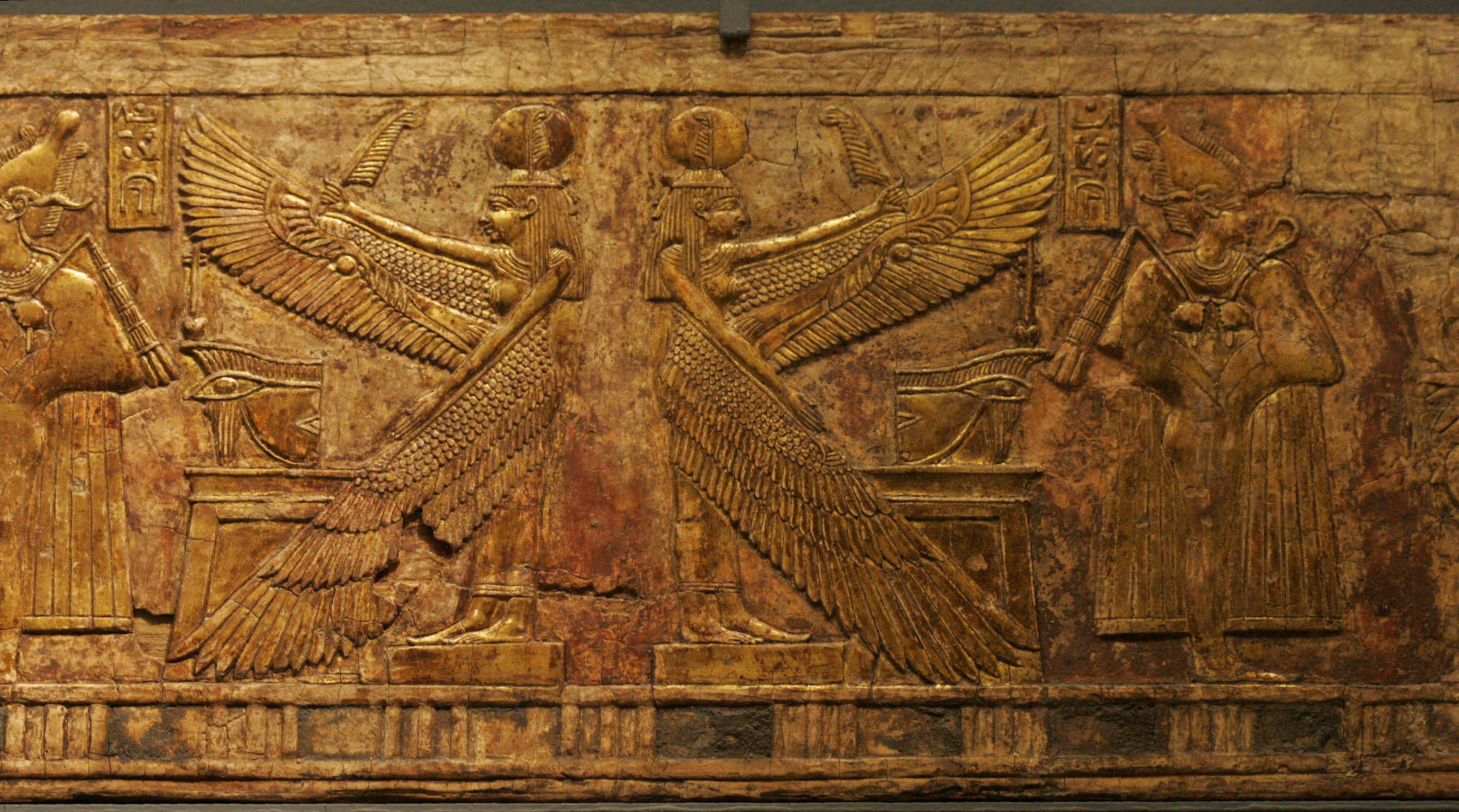
Representació de Maat com a deessa alada. Museu del Louvre, París.

La creença en Maat prové d'èpoques molt primerenques en la cultura egípcia, i n'és un element clau, que dona sentit al seu caràcter dualista. Ra, el déu solar, descendia cada vespre a l'Inframon, la Duat, i després de recórrer-lo, apareixia de nou al cel a l'alba, l'endemà.
Perquè aquest cicle diari de regeneració del món no s'aturés, Ra havia d'enfrontar-se amb èxit, durant el seu pas pel regne de les tenebres, a Apofis, símbol del Mal i déu del caos, representat com una serp. Per simbolitzar aquest triomf de Ra sobre Apofis, és a dir, del Bé sobre el Mal, els egipcis representaven el principi de Maat encarnat en una deessa que ajuda Ra en la seva lluita.
Maat era per als egipcis la força benefactora de la qual es nodrien els déus que ells adoraven. Per això els sacerdots feien diàriament ofrenes i rituals de màgia amb la finalitat de garantir llur preponderància, car d'allò depenia el manteniment de l'ordre harmoniós i just del món.
Com a concepte filosòfic té semblança amb els mes, lleis o decrets divins mesopotàmics, car tots dos constitueixen la base d'un ordre o harmonia universal. D'altres conceptes fonamentals del taoisme i del confucianisme també s'assemblen de vegades a Maat. Molts d'aquests conceptes foren codificats en lleis i plasmats en texts de caràcter religiós com els Textos de les Piràmides (Regne Antic), els Textos dels Sarcòfags (Primer Període Intermedi i Imperi Nou) i en l'anomenat Llibre dels Morts (Imperi Nou i època saïta).

### Maat i el faraó
Maat estava estretament lligada a la figura del faraó, en un sentit religiós i moral. Aquesta vinculació es desenvolupà al màxim durant el Regne Antic, i era freqüent que fos el mateix rei qui fes les ofrenes diàries.
El faraó, com a suprema encarnació de la justícia humana i divina, havia d'encarregar-se tant de propiciar el predomini de maat com d'obrar per la prosperitat i benestar del seu poble. Totes dues coses estaven estretament relacionades, car eren guiades pels mateixos principis d'Ordre, Veritat i Justícia.
La bonança era interpretada com a resultat del bon fer del faraó. Altrament, les crisis denotaven una derrota de maat a mans de les forces malignes. Després de la crisi política que sobrevingué a la mort de Pepi II, la fe dels antics egipcis entrà en crisi, per la qual cosa el concepte de maat fou separat de les funcions del faraó.

## Maat com a deessa

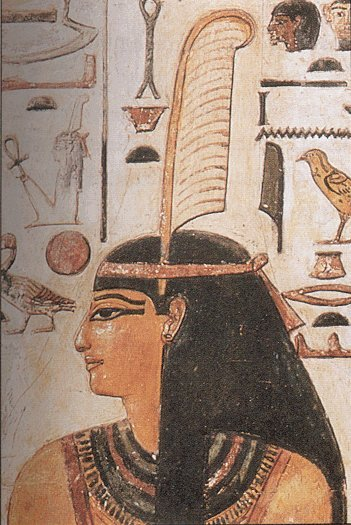
Maat com a deessa.

Algunes vegades es representava el concepte maat com una deïtat més, però això sembla haver estat per motius merament al·legòrics, en tant que la deessa Maat mai no tingué més participació en els sagues mitològiques dels déus egipcis.

### Iconografia
Com a deessa, Maat apareix representada com una dona, dempeus o asseguda, portant sobre el cap el seu símbol, una ploma d'estruç vertical, portant el ceptre uas i l'ankh. Després del regnat d'Akhenaton, també fou representada com una dona alada.

### Mitologia
El jeroglífic que la representa és una ploma d'estruç vertical, en perfecte equilibri o altres variants. Aquest símbol apareix en la representació del Judici d'Osiris, el moment en què es pesava en una balança de dos plats l'ib (consciència) del difunt, en un s'hi dipositava el cor del difunt (símbol de la seva consciència) i en l'altre hi apareixia el jeroglífic Maat (símbol de l'harmonia i justícia universal). Si aquell pesava igual que el segon, el mort arribava al més enllà, si no, Ammut se'l menjava.

### Culte
Maat fou venerada a Karnak al seu santuari; també tingué un temple a Memfis, fou venerada al temple de Deir al-Madinah i a molts altres temples egipcis dedicats a altres déus.